# جاك جويس
جاك جويس (بالإنجليزية: Jack Joyce)‏ هو مدرب خيول أمريكي، ولد في 10 فبراير 1876 في كارنغي في الولايات المتحدة، وتوفي في 16 يونيو 1934 في ألباني في الولايات المتحدة.